# Horst Grunert
Horst Grunert (* 10. April 1928 in Berlin; † 19. September 2005 ebenda) war ein deutscher Diplomat. Er war Botschafter der Deutschen Demokratischen Republik in den USA, Kanada und Österreich.

## Leben
Grunert, Sohn einer Arbeiterfamilie, wurde nach Ablegung des Abiturs zwischen 1944 und 1945 als Flakhelfer einberufen. Nach Ende des Zweiten Weltkrieges machte er eine Ausbildung zum Neulehrer und arbeitete als Geschichtslehrer im Kreis Perleberg. 1950/1951 besuchte er einen Lehrgang an der Parteihochschule der SED.
Ab 1951 war er Mitarbeiter im Ministerium für Auswärtige Angelegenheiten der DDR (MfAA) und von 1953 bis 1956 Zweiter Sekretär an der Botschaft in Warschau, von 1956 bis 1957 Zweiter Sekretär an der Handelsvertretung in Finnland. In einem Fernstudium von 1955 bis 1958 an der Deutschen Akademie für Staats- und Rechtswissenschaft in Potsdam-Babelsberg erlangte er den Abschluss als Diplomstaatswissenschaftler. Von 1958 bis 1961 leitete er das Büro des Außenministers Lothar Bolz und war von 1961 bis 1962 Mitarbeiter in der Vertretung der Kammer für Außenhandel in Großbritannien. Von 1963 bis 1965 war er Leiter der Kulturabteilung des MfAA, von 1965 bis 1968 war er als Generalkonsul Leiter des Generalkonsulates in Syrien.

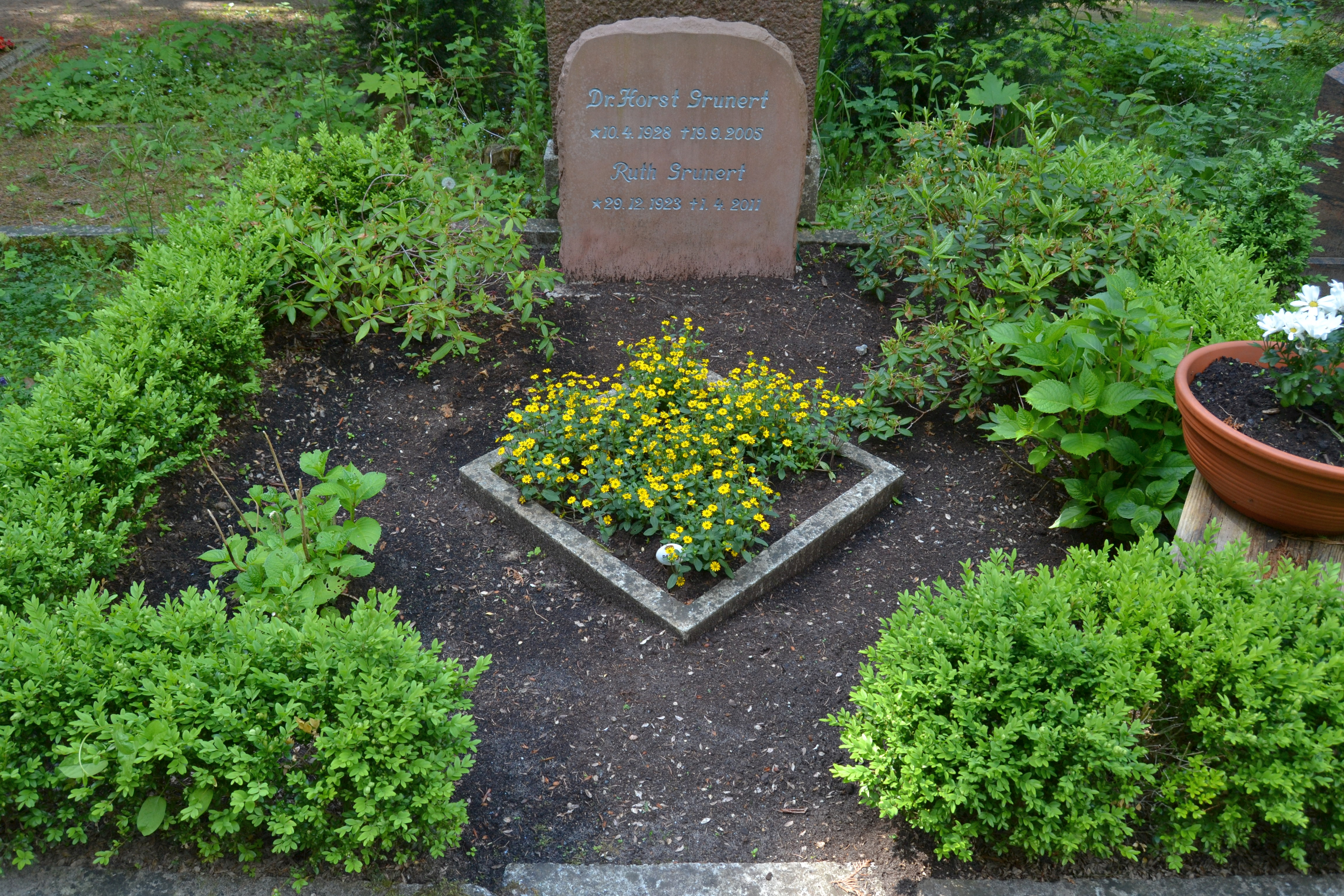
Grab Grunerts auf dem kommunalen Friedhof von Schöneiche.

Im Jahr 1971 promovierte Grunert zum Dr. rer. pol und arbeitete von 1968 bis 1972 als Direktor des Zentrums für Information und Dokumentation des MfAA. 1972/1973 war er Leiter der Ständigen Beobachtermission der DDR bei der UNO in New York. Von 1974 bis 1978 war Grunert Stellvertretender Außenminister und von 1978 bis 1983 Botschafter in den USA mit einer Zweitakkredition in Kanada. Von 1983 bis 1986 war er Botschafter in Wien. Von 1986 bis 1990 war Grunert Professor am Institut für Internationale Beziehungen an der Deutschen Akademie für Staats- und Rechtswissenschaft in Potsdam-Babelsberg und wurde 1990 Präsident der Liga für Völkerfreundschaft der DDR. Grunert war Mitglied der SED.

## Auszeichnungen
- 1972: Vaterländischer Verdienstorden in Bronze
- 1973: Vaterländischer Verdienstorden in Silber[1]
- 1978: Banner der Arbeit Stufe I[2]
- 1986: Großes Goldenes Ehrenzeichen am Bande für Verdienste um die Republik Österreich[3]
- 1988: Stern der Völkerfreundschaft in Gold[4]

## Publikationen
- Für Honecker auf glattem Parkett. Erinnerungen eines DDR-Diplomaten. 2., korrigierte Auflage, Edition Ost, Berlin 1995, ISBN 3-929161-23-0.